# 2022年臺灣
|        | 臺灣歷史 \| 台灣歷史年表 |
| 世纪： | 20世纪臺灣 \| 21世纪臺灣 \| 22世纪臺灣 |
| 年代： | 1990年代臺灣 \| 2000年代臺灣 \| 2010年代臺灣 \| 2020年代臺灣 \| 2030年代臺灣 \| 2040年代臺灣 \| 2050年代臺灣                                           |
| 年份： | 2017年臺灣 \| 2018年臺灣 \| 2019年臺灣 \| 2020年臺灣 \| 2021年臺灣 \| 2022年臺灣 \| 2023年臺灣 \| 2024年臺灣 \| 2025年臺灣 \| 2026年臺灣 \| 2027年臺灣 |
| 纪年： | 壬寅年（虎年）、中華民國111年 |

## 政府

### 國家正副元首

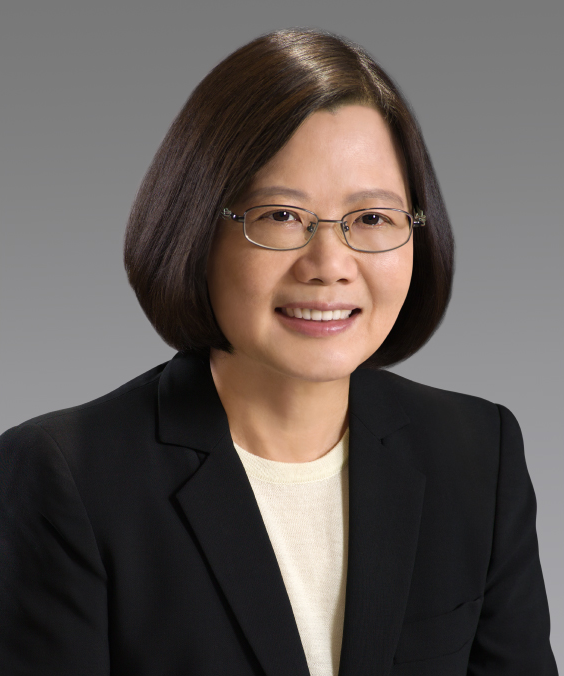
總統：蔡英文
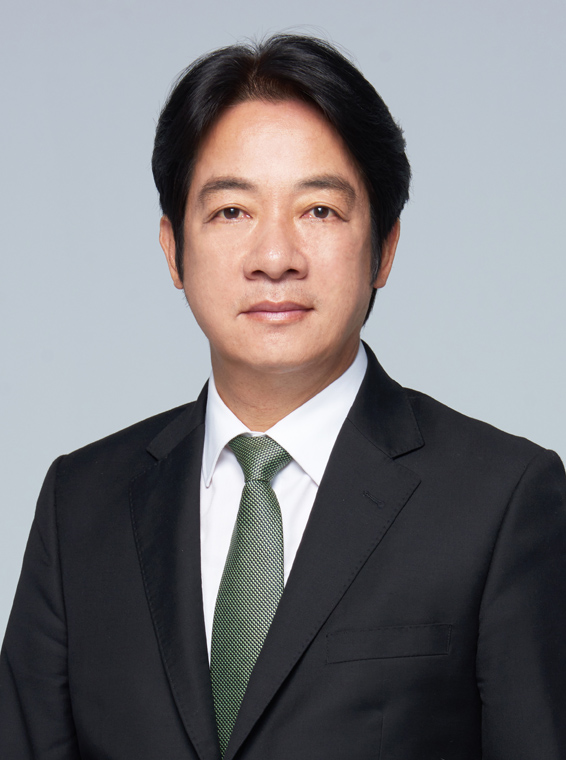
副總統：賴清德

### 五院首長

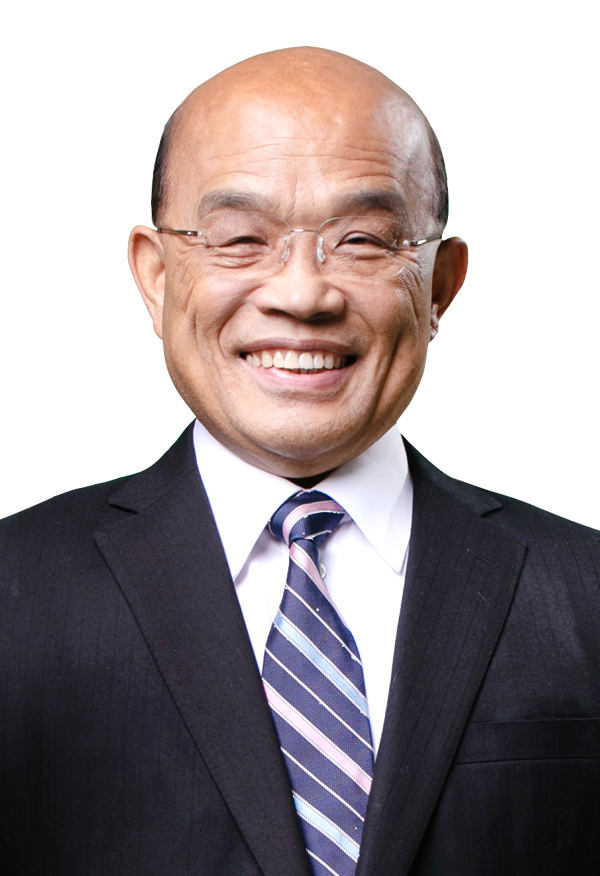
行政院院長：蘇貞昌
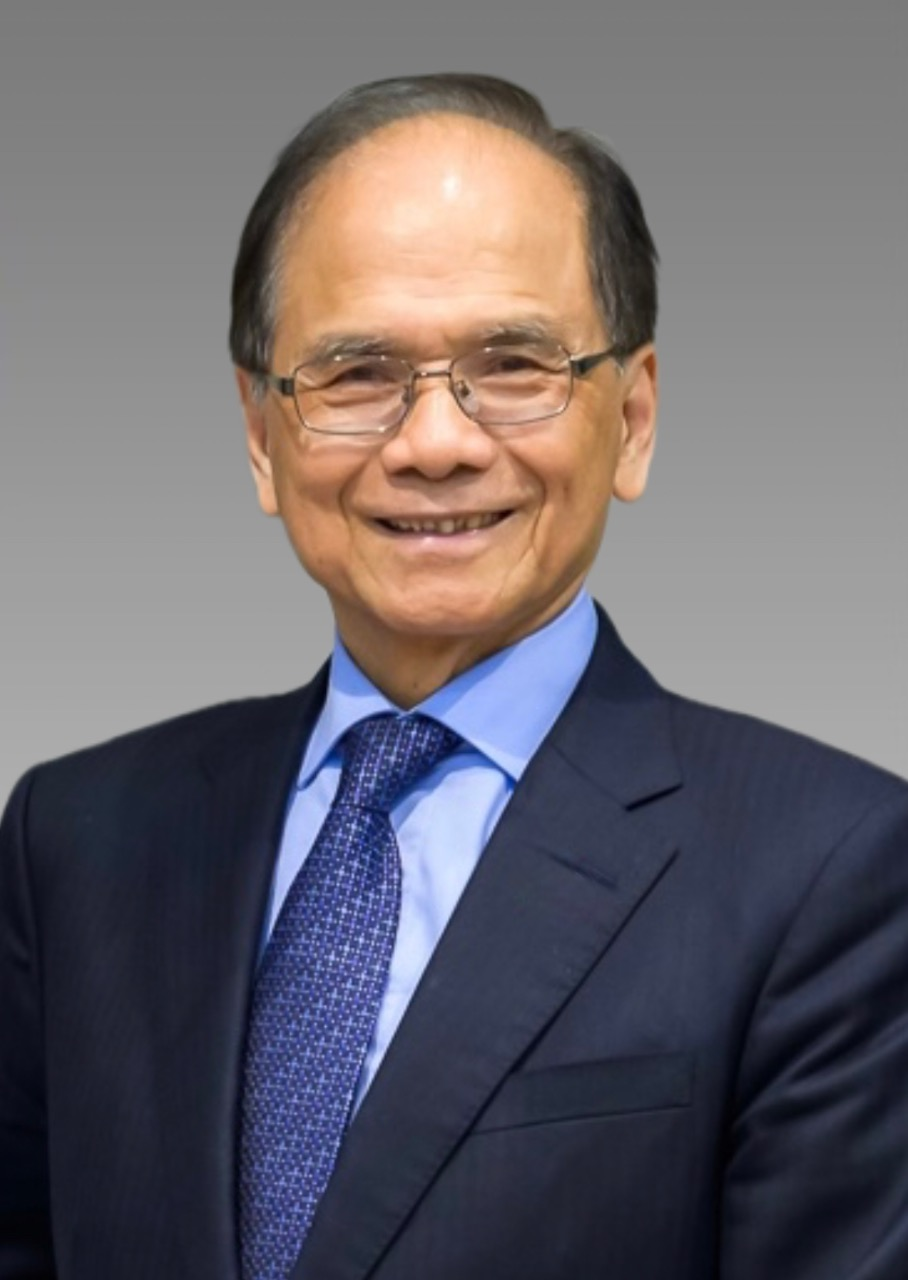
立法院院長：游錫堃
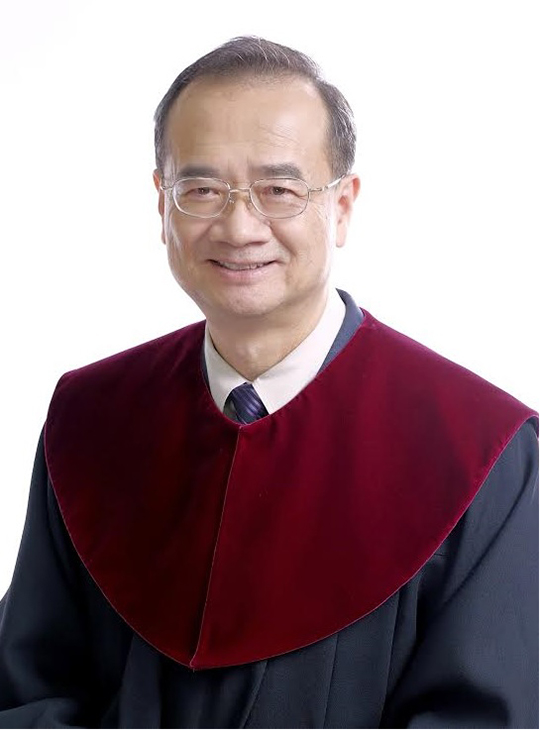
司法院院長：許宗力
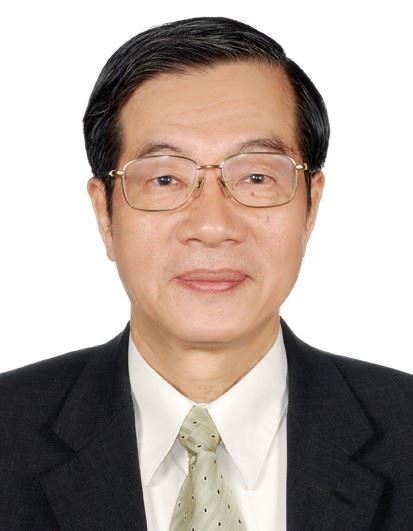
考試院院長：黃榮村
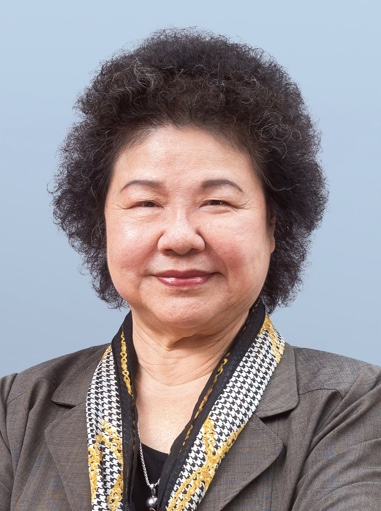
監察院院長：陳菊

## 大事記
2022年臺灣：1月 - 2月 - 3月 - 4月 - 5月 - 6月 - 7月 - 8月 - 9月 - 10月 - 11月 - 12月

### 1月
- 1月1日：
  - 基本月薪由新台幣2萬4000元調整至2萬5250元；時薪則比照月薪調幅，由160元調整至168元，預估194萬名勞工受惠[1][2]。
  - 「事業單位實施勞工值日（夜）應行注意事項」，從111年1月1日起開始將停止適用。[3]雇主如果有讓勞工從事值日（夜）工作，一律認屬工作時間，超過正常工作時間的部分，應計入延長工時時數並給付加班費[2][4]。
  - 配合基本工資調漲，勞工保險投保薪資分級表同步修訂，預估約349萬人受影響[2][5]。
  - 每人基本生活費增至新台幣19.2萬元，約有229萬戶受惠[2][6]。
  - 食品、飲料及停車費自動販賣機，必須逐筆開立發票[2][7]。
  - 業者110年9、10月營收若較109年同期衰退2成，111年1月可申請補貼，補貼金額以員工人數來計算，全職員工數每人新台幣1000元，部分工時員工每人則為560元。[2][8]。
  - 以不合常規交易或付款方式，無正當理由取得大量小額中獎統一發票，且中獎達一定張數，將不發給發票獎金[2][9]。
  - 含餡巧克力的巧克力含量須達25%，且所有巧克力產品的植物油含量不得超過總重5%，否則不可以稱為「巧克力」[2][10]。
  - 行業別災害費率之平均費率由0.14%修正為0.13%，上、下班災害費率維持0.07%，合計修正後職業災害保險費率平均為0.20%[2][11]。
  - 贈與稅免稅額將提高至新台幣244萬元、遺產稅免稅額將提高至1333萬元[2][12]。
  - 當沖交易的證交稅稅率從原本的千分之3降為千分之1.5，實施延長至113年12月31日[2][13]。
  - 因基本工資調漲，約835萬人健保費受影響，每月健保費平均多繳新台幣23至24元[2]。
  - COVID-19公費疫苗接種對象第1、2、3、7類對象，以及矯正機關、殯葬場所工作人員等須完整接種2劑疫苗，避免接觸不特定對象染疫，未完整接種者須加強檢驗[2][14]。
  - 醫院若要將一次性醫材消毒後再使用，必須經衛福部核准或依「醫療器材管理法」取得查驗登記，未經核准就使用者將開罰新台幣5萬至50萬元，並令停業處分[2]。
- 1月3日：臺灣東部海域發生芮氏規模6.0地震，最大震度達到4級[15]。
- 1月4日：臺灣桃園國際機場出現四例本土染疫群聚案件，有三名桃機清潔員確診以及一例防疫計程車司機感染。中央疫情指揮中心指揮官表示統籌將由醫療應變組副組長王必勝並擔任指揮官[16]。
- 1月5日：台股盤中達到18619.61點，創下歷史最高點。
- 1月7日：中央流行疫情指揮中心宣布，施打第3劑加強劑疫苗的間隔從原先施打完後的5個月（約20週）降為施打完後的12週（約3個月）[17]。
- 1月9日：
  - 臺中市第二選舉區立法委員缺額補選投開票，由民主進步黨林靜儀當選。
  - 立法委員林昶佐罷免案投開票，由於同意票未達選區人口25%門檻，罷免不通過。
  - 中央流行疫情指揮中心指揮官陳時中宣布，1月9日至1月24日全國疫情警戒仍維持二級，並加嚴陪探病措施[18]。
- 1月10日：針對立法委員林昶佐罷免案中出現第一階段提交的提議人數3,617人中，有54人在提議前死亡；而第二階段提交的連署人數為38,286人，有1,083人於連署前死亡一事。中選會表示針對公投、罷免的連署前死亡的簽名連署案件，經委員會議決議，函請最高檢察署偵辦[19]。
- 1月13日：宜蘭縣長林姿妙的縣長官邸、縣府地政處長楊崇明辦公室今日上午遭廉政署搜索。宜蘭地檢署指出，關於宜蘭縣政府、羅東鎮公所等機關人員疑似涉弊一案，檢察官經向宜蘭地方法院聲請搜索票獲准，於上午指揮法務部廉政署前往宜蘭縣政府、羅東鎮公所等相關30餘處所進行搜索，並約談林姿妙等相關人員釐清案情。宜蘭地檢署表示，待搜索工作告一段落後，會對外進行說明。[20]據了解，遭檢廉約談的縣府一級主管有地政處長楊崇明、建設處代理處長吳朝琴、交通處長黃志良與秘書處長曾成陽。[21]
- 1月17日：台商「長沙台胞投資企業協會」會長林懷等7人，涉嫌在2020年總統大選前收受中國對台工作辦公室人民幣149萬元（約台幣646萬元）經費，為國民黨籍總統候選人韓國瑜造勢拉票，涉嫌期約賄選。被依違反《總統副總統選舉罷免法》起訴。臺北地方法院今日依違反選罷法判主嫌林懷3年10月徒刑。[22]除了林懷外，中國湖南省衡陽辦事處主任沈斌、中華兩岸新家庭協會會長蔣明霞、中華湖南邵陽旅台同鄉會理事長張國君及湖南衡陽市一家商行的負責人莊垣漳均被判處有期徒刑1年8月，褫奪公權2年。中國長沙台胞投資企業協會副會長佟建華及中華婦女聯合會理事長何建華則因罪證不足判無罪。可上訴。[23]
- 1月21~23日
  - 舉行111年度新型學測。
  - 宜蘭縣政府建設處代理處長吳朝琴因涉弊案遭收押，宜縣府今日表示，由縣府參議李新泰兼任代理處長，於昨日生效。[24]
  - 臺鐵第408次太魯閣號的主嫌李義祥和華文好，花蓮地院裁定李義祥以60萬交保，2人並須配戴電子腳鐐監控8個月[25]。
  - 高雄城中城大樓火災事件經調查偵結後將主嫌黃格格依殺人、公共危險罪起訴，並建請法院處以極刑。而嫌疑人郭清文則因罪證不足，不起訴[26]。
- 1月24日：中央流行疫情指揮中心指揮官陳時中宣布，1月25日至2月7日全國疫情警戒仍維持二級。

### 2月
- 2月3日：桃園市市長鄭文燦和全家便利商店皆證實，旗下物流公司「日翊文化行銷股份有限公司」大溪倉庫因有部分員工染疫，故暫停物流相關作業[27]。
- 2月7日：中央流行疫情指揮中心指揮官陳時中宣布，2月8日至2月28日全國疫情警戒仍維持二級。
- 2月22日： 宜蘭地檢署偵辦偵辦宜蘭縣政府2019年一件羅東土地免徵增值稅案、2020年一件羅東土地都市計畫變更案等數案，當中宜蘭縣長林姿妙涉弊案。今日宜蘭地檢署再度搜索縣長官邸。[28][29]
- 2月23日：宜蘭地檢署偵辦宜蘭縣政府疑涉貪污等弊案，凌晨聲押縣長林姿妙、林姿妙的女兒林羿伶與縣府農業處長康立和，宜蘭地院上午召開羈押庭，林姿妙新台幣80萬元交保，林羿伶、康立和請回。[30]
- 2月25日： 中華民國外交部今日發表聲明，中華民國政府嚴厲譴責俄羅斯違反聯合國憲章發動戰爭，為敦促俄方停止對烏克蘭的軍事侵略，以及儘速恢復各方的和平對話，中華民國台灣政府宣布將參與國際社會對俄羅斯的經濟制裁。[31][32]並表示駐俄羅斯代表處昨晚已安排一輛撤僑巴士，自烏克蘭首都基輔啟程載運有意願撤離的僑胞到西邊城市利維夫市（Lviv），預計陸續載運18名臺僑撤離。[33]
- 2月28日： 
  - 中油表示因烏俄情勢致國際天然气價格上漲，自2022年3月1日起，為照顧民生與工業用戶並持續穩定物價，國內天然氣價格僅電業用戶調漲10%，其他用戶則不調整[34]。
  - 《路透社》報導，美國拜登政府將派遣由前高級國防和安全官員組成的代表團訪問臺灣。政府高級官員透露，這表明在俄羅斯入侵烏克蘭後，對臺灣擁有主權的支持。報導也指出，代表團訪臺期間將與總統蔡英文、國防部長邱國正等官員會面。外交部隨後證實此事。總統府發言人張惇涵表示，蔡英文總統將於3月2日上午於總統府接見訪團，並於當天設晚宴接待。

### 3月
- 3月1日： 
  - 美國總統拜登指派的前參謀首長聯席會議主席麥可·穆倫率領的跨黨派資深代表團，於今日下午4時13分搭專機抵臺北松山機場。外交部長吳釗燮前往接機，並和穆倫等人擊肘致意。訪問團預計明日上午前往總統府拜會總統蔡英文，明天下午分別拜會行政院長蘇貞昌與國防部長邱國正，晚上由蔡總統設宴款待代表團，明晚搭專機離開臺灣。
  - 立法院今日邀請行政院官員列席，報告臺灣因應俄羅斯入侵烏克蘭等事項。經濟部長王美花表示，已將俄羅斯納入戰略性高科技產品的出口管制地區，若有申請出口，一定會嚴審，無正當理由就不容易出口，原則上傾向禁止出口到俄羅斯[35]。
- 3月2日：
  - 美國總統拜登指派的前參謀首長聯席會議主席麥可·穆倫訪臺代表團。今日上午前往總統府晉見總統蔡英文，傳達美國反對任何片面改變現狀的行為，支持以符合臺灣人民意願和最佳利益的方式和平解決兩岸議題，並保證美國堅定維持承諾。[36][37]
  - 因應援助烏克蘭，外交部透過財團法人賑災基金會開立賑濟烏克蘭專戶，從3月2日起至4月1日開放民眾捐款[38]。
  - 美國前國務卿蓬佩奧今晚搭機訪臺，班機於晚間7時38分降落在桃園國際機場。期間除拜會臺灣政要，蓬佩奧計劃與商、學等各界人士交流互動，包括4日參加遠景基金會舉辦的活動，發表20分鐘專題演講[39]。
- 3月3日：高雄市興達發電廠因現場開關設備故障，導致龍崎超高壓變電所南機組跳脫造成三三全臺大停電事件。
- 3月5日：中國國民黨進行中常委選舉投票，其中最高票當選為傅崐萁[40]。
- 3月16日：鴻海集團製造首輛型號電動公車Model T正式上路營運[41]。
- 3月17日：中央銀行宣布升息一碼[42]。
- 3月18日：臺灣銀行宣布自3月21日起調升定存的存款利率[43]。
- 3月21日：馬紹爾群島總統戴維·卡布阿與訪問團乘坐飛機抵達臺灣進行國是訪問[44]。
- 3月23日：花蓮縣豐濱鄉外海發生芮氏規模6.6地震，是實施新分級制度以來觀測到規模最大的地震。
- 3月25日：立法院三讀通過18歲公民權修憲案，待公告半年後公民複決。
- 3月28日： 中央流行疫情指揮中心今日宣布，2022年4月1日至4月30日，將強化特定娛樂場所防疫作為，並維持現行口罩等防疫措施[45]。
- 3月29日：
  - 台鐵由EMU200型電聯車改造的EMU1200型電聯車於2022年3月28日執行167次（彰化=潮州），168A-168-168B次（潮州基地=潮州=枋寮=彰化=潮州基地）後退出正班車營運。
  - 行駛逾40年之台鐵復興號末班車自花蓮發車至樹林後，正式停駛。[46]
  - 美國參議院通過《2022年美國競爭法》（America COMPETES Act of 2022），法案囊括多項友台條文，促進美台軍事、文化與外交等多方往來，包括支持定期軍售、允許台灣人員在美秀國旗、成立美台文化交流基金會等[47]。
- 3月31日： 台灣彩券於臺灣時間約18點20分至19點30分部分彩券行出現交易系統異常的情形[48]。

### 4月
- 4月1日：因東南水泥施工不慎導致高鐵左營至台南站斷電停駛[49]。環保局、勞工局、工務局等也對東南水泥及拆除廠商開出重罰，並以公共危險移送法辦[50]。
- 4月2日：因應援助烏克蘭，外交部透過財團法人賑災基金會開立賑濟烏克蘭專戶，從3月2日起至4月1日開放民眾捐款。經財團法人賑災基金會公布募得款項總額為9億4468萬3096元，而捐款筆數共計12萬9348筆[51]。
- 4月9日：「111年全國身心障礙國民運動會」自4月9日至4月12日為止在台中舉行賽事[52]。
- 4月15日： 中央流行疫情指揮中心表示，因本土疫情持續升溫，自2022年4月22日起，強化高風險場所(域)、活動之工作與從業人員之COVID-19疫苗第3劑接種規範，以提升保護力，有效控管風險[53]。
- 4月17日：衛生福利部食品藥物管理署召開專家會議，因應新型冠狀病毒疾病疫情(COVID-19)防疫需求，核准莫德納疫苗用於6至11歲兒童接種[54]。施打兩劑，每劑0.25毫升（50微克，為成人一半），兩劑間隔28天[55]。
- 4月20日：
  - 衛福部食藥署將6至11歲兒童接種莫德納疫苗兩劑間隔延長至12週[56]。
  - 華視在晨間和早上9點多播報新聞時，畫面下方跑馬燈分別出現「新北市遭共軍導彈擊中等戰爭與防災」等誤植資訊和無意義測試用文字。華視表示馬上更正和道歉，並懲處8名工作人員[57]。
- 4月24日： 中央流行疫情指揮中心陳時中表示，快篩實名制預計5月初上路，將至少提供5,000萬劑。若以市面上每份5劑包裝計算，預估有1,000萬人可購買[58]。
- 4月25日： 中央流行疫情指揮中心宣布，與縣市、專家開會討論後拍板，4月26日起執行「3+4」隔離新制。前3天需在家隔離，1人1室為原則，期滿快篩陰性後，進行4天自主防疫。4天自主防疫可上班，可採買生活必需品，外出全程口罩，但以不到校上課為原則，禁止餐廳內用。至於居家檢疫天數則仍維持「10+7」[59][60]。回溯目前已居隔超過三天者，自4月27日開始解除隔離[61]。即日起實施重點疫調，確診者足跡原則不再公布[62]。
- 4月27日： 疫情指揮中心宣布取消自2021年5月19日起推出之簡訊實聯制，鼓勵民眾以臺灣社交距離行動應用程式取代[63]。
- 4月28日： 衛生福利部食品藥物管理署召開專家會議，通過輝瑞BNT兒童疫苗EUA，供5歲至11歲兒童使用，2劑至少間隔21天，但預計以上次ACIP專家建議的12週為實際接種間隔的原則。也宣布將採購220萬劑輝瑞BNT兒童疫苗，預計5月中旬前會到貨。使用劑量為0.2毫升、含有10微克mRNA，完整接種為2劑、至少間隔21天；針對嚴重免疫功能不全兒童至少間隔28天，且可以接種第3劑[64]。

### 5月
- 5月1日：
  - 南橫公路梅山口至向陽間的路段有條件通車，是自莫拉克風災後，首次全線通車，但仍受上午7時至下午2時的管制，並且僅週一、三、五、六、日開放通行[65]。
  - 因台灣鐵路工會因為不滿中華民國政府未經協商即強行推動「台鐵公司化」，在劳动节發動依法休假造成表定列車全部停駛[66]。這也是這也是台鐵自1988年5月1日發生首次罷工事件事隔34年後，第2次發生非因颱風、天災全面停駛的狀況[67]。
- 5月2日：6至11歲兒童今日開始接種新型冠狀病毒疾病疫情(COVID-19)兒童疫苗[68]。
- 5月5日：
  - 中央疫情指揮中心宣布，修訂「嚴重特殊傳染性肺炎」之病例定義，5月12日起實施「快篩陽性即確診」，但針對居家隔離、自主防疫、檢疫者三族群，快篩陽性且由醫事人員遠距診療確認，即視同確診[69][70]。也正式調高醫院收治門檻至80歲以上長者[71]。
  - 疾病管制署指揮中心正式呼籲民眾於居家隔離及自主防疫期間或居家檢疫期間如自行快篩陽性，應透過遠距門診醫療[72]。
- 5月6日：中央流行疫情指揮中心表示，即日起增加公費PCR篩檢服務診所，申請有437家，目前已有190家目前已經提供公費篩檢，並且可以透過採檢地圖查詢，目前要先電話預約。診所名單已公布於衛生福利部疾病管制署全球資訊網「COVID-19防疫專區」/臺灣社交距離App及採檢地圖/COVID-19全國指定社區採檢院所地圖[73][74]。
- 5月7日：
  - 中央流行疫情指揮中心記者會上，教育部長潘文忠宣布最新停課標準，5月8日起，調整校園防疫措施[75]。
  - 中央流行疫情指揮中心宣布，未來輕症居家照護對象距發病日或採檢日達7天，無須採檢即可解隔，檢驗陽性日為5月8日起的確診者都適用，但不回溯適用5月8日前的確診者[76]。
  - 中央流行疫情指揮中心宣布，5月8日起，密切接觸者匡列以同住親友為原則，並取消居家隔離者電子圍籬，但確診個案隔離治療、居家照護及居家檢疫期間，仍維持電子圍籬措施[77]。
- 5月8日：
  - 台灣電力公司的111年度新進僱用人員甄試於5月8日招考，報名人數17,761人，實際到考人數9,225人，到考率僅51.9%，平均到考錄取率約9.29%[78]。
- 5月9日：中央流行疫情指揮中心宣布，自2022年5月9日零時起（航班表定抵臺時間）入境居家檢疫天數縮短為7天，另入境日為第0天，並自第8天起接續自主健康管理7天[79]。
- 5月10日：
  - 美國國務院更新關於美台關係現況，除了將「對台六項保證」納入一中政策、確認台灣是美國印太重要夥伴外，也刪除「台灣是中國一部分」、「不支持台灣獨立」等字句。[80]
  - 交通部國家運輸安全調查委員會正式發布0402臺鐵第408次車清水隧道重大鐵道事故之調查報告。[81]
  - 電信服務公司台灣之星於下午一時受到台電設備故障影響，發生大規模斷訊，後於下午三時左右恢復訊號[82]。
- 5月12日： 經濟部公告自5月11日起至6月30日止，允許輸入中國大陸製快篩試劑，每人限1次，不超過100劑，免向經濟部申請專案核准，亦免向本部國際貿易局申請輸入許可證，進口人可直接向海關報關輸入，但輸入後不得販售[83]。
- 5月13日：
  - 台北市計程車駕駛員職業工會、台灣數位平台預約接送從業人員產業工會至中央流行疫情指揮中心及交通部抗議，訴求想要免費的快篩試劑[84]。
  - 勞動部表示，雇主如果基於營運目的及職場防疫需求要求勞工快篩，費用應該由雇主負擔[85]。
  - 教育部宣布111學年大專校院學雜費收費基準基本調幅為0.44%[86]，另同意即日起全面開放各大學可遠距教學至學期末且不必通報教育部[87]。
- 5月14日：受新冠肺炎疫情造成人力不足影響，臺鐵停駛共94列次區間車。[88]
- 5月16日：受新冠肺炎疫情造成人力不足影響，臺鐵停駛共6列次區間車，並加開4列次及復駛5列次區間車。[89]
- 5月21～22日：舉行111學年度國中教育會考。
- 5月27日：為推動台鐵公司化政策，立法院三讀通過《國營台灣鐵路股份有限公司設置條例》。[90]
- 5月31日：一架AIDC AT-3在高雄坠毁，有1名飞行员丧生。中華民國空军暂时停止训练任务[91]。

### 6月
- 6月27日，經濟部召開電價費率審議臨時會決議，針對高壓及特高壓的產業用電大戶調漲其電價15％，住宅1,000度以下、小商店及低壓用電、高壓以上6類產業及高中以下學校不調整。平均電價漲幅為8.4％。[92][93]

### 7月
- 7月1日，行政院環保署宣布手搖飲料店攜帶自備環保杯須至少折抵5元，並張貼該公告。[94]
- 7月2日，舉行第33屆金曲獎頒獎典禮。
- 7月11～12日：舉行111學年度大學入學分科測驗。
- 7月25日-28日，北中南分批實施萬安45號演習[95]。
- 7月25日-29日，國軍漢光38號演習[96]。

### 8月
- 8月1日，中央流行疫情指揮中心公布新增1萬6352例本土病例，另增232例境外移入[97]。
  - 中華電信、遠傳電信、台灣大哥大等台灣電信公司，正式宣佈從今日起用戶免費申請開通網內互打VoLTE服務，也意味著 VoLTE 時代來臨[98]。
- 8月2日-3日，美國眾議院議長南西·裴洛西出訪亞洲途中到訪台灣，並與蔡英文總統等領導人會晤[99][100]。
- 8月22日，台南市安南區發生殺警案，2名員警於追捕嫌犯時遇襲殉職。[101][102]

### 9月
- 9月17日晚上開始，發生台東大地震，其中晚上9點41分場次芮氏規模6.4，隔日下午2點44分規模來到6.8。

### 10月
- 10月10日，雙十國慶。
- 10月21日-22日，第57屆電視金鐘獎。
- 10月30日，金門大橋下午正式通車。

### 11月
- 11月8日-9日，台美21世紀貿易倡議首次談判。
- 11月19日，舉行第59屆金馬獎頒獎典禮。
- 11月26日，舉行2022年中華民國地方公職人員選舉。

### 12月
- 12月1日開始
  - 在臺北市營業的飲料店（含手搖飲店、超商）不再提供塑膠杯。
  - 戶外活動取消全程佩戴口罩規定[103]。

- 12月18日：
  - 2022年嘉義市市長選舉
  - 南方澳大橋重建完工通車
- 12月27日，政府宣布「強化全民國防兵力結構調整方案」義務役期由4個月恢復為1年[104]。

## 災難與交通意外

### 災害
- 2020年1月-：嚴重特殊傳染性肺炎疫情
- 2022年9月17-18日：2022年台東地震

### 事故
- 2022年1月15日，高雄市高雄港洲際碼頭華運倉儲鷹架倒塌事故，7傷2死。
- 2022年4月1日，高鐵左營站東北方東南水泥廠區儲料槽不當拆除壓毀台電電塔，造成台灣高鐵及臺鐵縱貫線南段列車停駛。

## 節日與主題
以下列出2022年與臺灣社會相關的重大事件、節日及活動。

### 1月
- 1月1日：元旦、中華民國開國紀念日、台北101跨年煙火表演
- 1月5日：小寒
- 1月10日：臘八
- 1月18日：尾牙
- 1月20日：大寒、中小學110學年度第一學期結束
- 1月21日：中小學110學年度寒假開始
- 1月21日–1月23日：111學年度大學學科能力測驗
- 1月23日：世界自由日
- 1月26日：送神
- 1月30日：小年夜
- 1月31日：除夕

### 2月
- 2月1日：農曆新年
- 2月2日：回娘家
- 2月3日：祭祖
- 2月4日：立春
- 2月5日：開市
- 2月9日：天公生
- 2月10日：中小學110學年度寒假結束
- 2月11日：中小學110學年度第二學期開始
- 2月14日：西洋情人節
- 2月15日：元宵節
- 2月19日：雨水
- 2月27日：聖貝祭
- 2月28日：和平紀念日

### 3月
- 3月5日：驚蟄
- 3月8日：婦女節
- 3月12日：植樹節
- 3月14日：白色情人節
- 3月20日：春分
- 3月26日：河祭
- 3月29日：青年節

### 4月
- 4月1日：愚人節
- 4月4日：兒童節
- 4月5日：清明節
- 4月7日：言論自由日
- 4月17日：復活節
- 4月20日：穀雨
- 4月22日：世界地球日
- 4月23日：媽祖生
- 4月30日：四技二專統一入學測驗

### 5月
- 5月1日：勞動節、四技二專統一入學測驗
- 5月5日：立夏
- 5月8日：母親節、浴佛節
- 5月21日：小滿
- 5月21日-5月22日：國中教育會考

### 6月
- 6月3日：端午節、禁煙節
- 6月6日：芒種
- 6月21日：夏至

### 7月
- 7月1日：中小學暑假開始
- 7月7日：小暑
- 7月11日─7月12日：111學年度大學入學分科測驗
- 7月23日：大暑
- 7月29日：鬼門開

### 8月
- 8月1日：原住民族日
- 8月4日：七夕
- 8月7日：立秋
- 8月8日：父親節
- 8月12日：中元節
- 8月23日：處暑
- 8月26日：鬼門關
- 8月30日：中小學111學年度第一學期開學

### 9月
- 9月3日：軍人節
- 9月7日：白露
- 9月9日：中秋節
- 9月23日：秋分
- 9月28日：教師節

### 10月
- 10月4日：重陽節
- 10月8日：米貢祭、寒露
- 10月10日：國慶日、國慶煙火
- 10月23日：霜降
- 10月25日：臺灣光復節
- 10月31日：萬聖節

### 11月
- 11月7日：立冬
- 11月12日：國父誕辰紀念日
- 11月22日：小雪
- 11月24日：感恩節

### 12月
- 12月7日：大雪
- 12月22日：冬至
- 12月24日：平安夜
- 12月25日：行憲紀念日、聖誕節
- 12月31日：全台各地跨年

## 逝世

### 1月
- 1月2日：邵遠來，82歲，臺灣罪犯，1980年代將安非他命製造技術引入台灣，被稱為「安毒祖師爺」，肝癌手術後吸入性肺炎去世。[105]
- 1月4日：
  - 木子小姐（李牧宸），生年不詳，臺灣網路紅人，就讀國立臺灣大學社會學系，死於跳樓自殺。[106][107]
  - 林文貴，98歲，臺灣企業家，股票上市公司豐興鋼鐵創辦人。[108]
- 1月5日：林學圃，74歲，台灣企業家，輪胎大廠南港輪胎（2101）榮譽董事長。（訃聞公開日期）[109][110]
- 1月9日：郭東榮，94歲，台灣畫家，「五月畫會」創辦者之一。[111]
- 1月10日：
  - 謝式銘，89歲，台灣紡織業福懋興業副董事長。[112]
  - 劉藍溪，法號「道融」，61歲，臺灣出家比丘尼，曾為女歌手及演員。[113]
- 1月11日：
  - 龐建國，68歲，前中國國民黨立法委員，墜樓身亡[114]。
  - 陳奕，28歲，中華民國空軍上尉，駕駛F-16V戰鬥機進行訓練時失事殉職。[115]。
- 1月13日：張清溪，74歲，臺灣經濟學家、國立台灣大學教授[116]。
- 1月15日：黃瑞芬，58歲，臺灣聲樂家、廣播節目主持人，因心肌梗塞逝世。[117]
- 1月20日：龔書綿，100歲，台灣女詩人。[118]
- 1月31日：廖正豪，75歲，台灣政治人物，行政院法務部部長（1996年-1998年）。[119]

### 2月
- 2月6日：
  - 黃文耀，65歲，臺灣偶戲師，天宇布袋戲創辦人。[120]
  - 常楓，98歲，台灣資深影視演員，曾榮獲雙金影帝以及終生成就獎。
- 2月7日：陳適庸，73歲，臺灣中國國民黨、親民黨政治人物，曾任立法院增額立法委員、嘉義縣長。[121]
- 2月8日：明金成，51歲，臺灣知名導演與演員，心肌梗塞。[122]
- 2月11日：陳文敏，103歲，台灣電影史上首名女導演。[123]
- 2月13日：
  - 湯美玉，中華民國司法官，1992年任職士林地方法院法官時，曾經承審蘇建和案。[124]
  - 魏主安，91歲，瑞典籍台灣神父。[125]
- 2月14日：林崑海，68歲，臺灣節目製作人與企業家，為三立電視共同創辦人，現任董事長，罹患頭頸癌，凌晨拔管離世。[126]
- 2月16日：
  - 巴戈，67歲，台灣資深演員暨綜藝節目主持人，是喜劇界及綜藝界的頂尖人才，因罹患胰臟癌病逝長庚醫院，享壽67歲
  - 連日清，94歲，臺灣醫學昆蟲學、生物學家與公共衛生學者，有「蚊人」、「蚊子博士」之稱。[127]
- 2月22日：許穆生，90歲，台灣餐飲企業家、華西街台南擔仔麵創辦人。[128]
- 2月26日：葉勝欽，42歲，台語歌手，《21世紀新人歌唱排行榜》校園組冠軍，骨髓癌。[129]

### 3月
- 3月2日：陳添進，68歲，台灣企業家，京城建設總經理。[130]
- 3月3日：榮鴻慶，100歲，中華民國銀行家，上海商業儲蓄銀行榮譽董事長。[131]
- 3月9日：了中長老，90歲，台灣佛教僧人，玄奘大學創辦人、世界佛教僧伽會會長、中國佛教會名譽理事長，曾任中國佛教會第九屆至第十二屆秘書長。[132]
- 3月13日：唐川，70歲，台灣資深演員、配音師及行政院客家委員會諮詢委員。曾獲得金鐘獎迷你劇集/電視電影男配角獎及男主角獎。
- 3月15日：呂良煥，86歲，臺灣高爾夫球運動員。[133]
- 3月19日：顧寶明，72歲，台灣資深演員兼果陀劇場舞台劇編導，與李國修及金士傑並列舞台劇三傑。曾因參演暗戀桃花源這部電影而榮獲金馬獎，更在影視方面上有卓越的成績。
- 3月21日：舒宗浩，59歲，臺灣舞台劇演員、編劇家，醒吾科技大學流行藝術學院院長。[134][135]
- 3月24日：邱晨，72歲，本名邱憲榮，臺灣音樂家、丘丘合唱團團長暨吉他手，因肝硬化病逝。[136]

### 4月
- 4月2日：廖祥雄，90歲，臺灣資深導演，曾與秦漢、林青霞等人合作，作品包括《愛的賊船》、《桑園》、《真假千金》等，逝世。[137]
- 4月3日：唐冰森，93歲，臺灣國寶級歌仔戲小生，唐美雲的母親，因心臟衰竭逝世。[138]
- 4月5日：王羽，79歲，臺灣演員、導演、編劇，病逝。[139]
- 4月6日：文夏，94歲，台灣閩南語歌手。[140]
- 4月8日：彭明敏，98歲，台灣政治學者、台獨運動領袖，曾任總統府資政。[141]
- 4月20日：張灝，85歲，台灣歷史學家，專研思想史，中央研究院第19屆院士。[142]
- 4月23日：黃先柱，71歲，台灣政治人物，總統府國策顧問。[143]
- 4月24日：陳銘澤，39歲，爆破特技師，曾參與台劇《火神的眼淚》、《一把青》、《斯卡羅》，急性白血病。[144]

### 5月
- 5月1日：吳貴臨，59岁，中華民國象棋棋手。有「台灣棋王」稱號，是目前台灣唯一的九段棋手。[145]
- 5月6日：黃石城，88歲，前中華民國中選會主委[146]。
- 5月7日：胡台麗，72歲，台灣人類學家、紀錄片導演、中央研究院民族學研究所兼任研究員。[147]
- 5月9日： 脫線，90歲，台灣演員。[148]
- 5月15日：鄭達志（英語：John Cheng），52歲，美籍臺裔醫師，專長於運動醫學，在南加州教會槍擊案中彈身亡。[149]
- 5月18日：良山兄，82歲，本名陳合山，歌手陳思安的父親，廣播教父，第53屆廣播金鐘獎特別貢獻獎得主。[150]
- 5月19日：洪偉珠，74歲，電影發行人，時尚教父洪偉明的姊姊，新冠肺炎病逝。[151]
- 5月22日：李樔槦，95歲，曾擔任過2屆台北縣議員，演員李國毅的爺爺。[152]
- 5月24日：
  - 陳亮達，19歲，游泳運動員，車禍意外逝世。[153]
  - 陸永茂，63歲，曾被選印為新臺幣500元的鈔票封面上[154]，在宜蘭縣三星鄉的家中驟逝[155]。
- 5月31日：
  - 陳道明，66歲，台灣音樂人，替張信哲、伍思凱、柯以敏寫下無數經典歌曲。[156]
  - 徐大鈞，23歲，中華民國空軍少尉，駕駛AT-3教練機進行訓練時失事墜毀而殉職。[157]

### 6月
- 6月3日：林正弘，83歲，台灣哲學家，台灣大學哲學系教授，台大哲學系事件受害者。[158]
- 6月12日：黃文擇，67歲，霹靂國際多媒體副董事長、口白師、總策劃，與天宇布袋戲董事長黃文耀是孿生兄弟。
- 6月14日：王天一，99歲，陽明海運前董事長，演員王陽明的外公。[159]
- 6月15日：賴甘霖（西班牙語：Andrés Diaz de Rábago Perez），105歲，西班牙籍台灣天主教耶穌會神父。[160]
- 6月16日：孫森焱，88歲，臺灣法學學者，曾任司法院大法官。[161]
- 6月17日：楊秀卿，87歲，臺灣歌仔藝術家、「重要傳統藝術說唱（唸歌仔）保存者」，曾獲第11屆國家文藝獎。[162]
- 6月18日：林智妹，100歲，台灣原住民紋面登錄保存者。[163]
- 6月19日：索予明，102歲，臺灣漆器專家，1949年任職中央博物院籌備處期間，搭乘崑崙艦押運最後一批故宮文物抵達臺灣。[164]
- 6月20日：
  - 徐柄垣，87歲，臺灣木偶雕刻家，專長於布袋戲偶頭製作。[165]
  - 李麗裕，70歲，溪頭米堤飯店總經理。[166]
- 6月21日：楊茵絜，37歲，台灣時尚界人物，曾任《美麗佳人》、《ELLE》等時尚雜誌台灣版總編輯。[167]
- 6月27日：
  - 吳錦雲，83歲，臺灣田徑運動員。[168]
  - 凃宗和，73歲，臺灣企業家，翰林茶館創辦人，被稱為「珍奶之父」，因2019冠狀病毒病身亡。[169]
  - 沈泰龍，61歲，小兒科專科醫師。[170]
- 6月28日：陳輝雄，67歲，台灣客家詞曲創作者，知名作品包括《小草》、《歸人沙城》、《拜訪春天》等校園民歌。[171]

### 7月
- 7月3日：
  - 朱俐靜，40歲，台灣女歌手。因乳癌病逝。[172]
  - 王啟先，72歲，前台灣籃球協會副秘書長、SBL知名球評。[173]
- 7月6日：蕭碧村，63歲，台灣導演。[174]
- 7月7日：丁祈安，63歲，鴻海集團前發言人，腦溢血。[175]
- 7月8日：林明德，92歲，曾任台北地方法院院長、高等法院台中分院院長、行政法院院長、最高法院院長、總統府國策顧問。[176]
- 7月10日：武士嵩，93歲，中華民國退役中將，曾任國防部總政治作戰部副主任執行官、中華電視公司總經理、董事長、華視文教基金會董事長。[177]
- 7月11日：曹文生，79歲，中華民國陸軍退役二級上將，曾任總統府侍衛長、國防部總政戰部主任等職。[178]
- 7月13日：黃輝鍠，86歲，台灣小兒科醫師，台南市市長黃偉哲的父親。[179]
- 7月15日：莊爵安，59岁，台灣政治人物，總統府國策顧問，前中油工會理事長。[180]
- 7月19日：王和雄，81歲，曾任台北地院法官、台北地檢署主任檢察官、法務部主任秘書、金門高分檢檢察長、最高檢察署檢察官、司法院大法官等要職。[181]
- 7月26日：淨空法師，95歲，台灣宗教人士，知名佛教講經法師，華藏淨宗學會創會導師、財團法人佛陀教育基金會創會董事長。[182]
- 7月30日：陳綢，92歲，台灣慈善家。[183]
- 7月31日：宋文善，67歲，臺灣知名演藝經紀人，曾擔任小虎隊等藝人的經紀人。[184]

### 8月
- 8月6日：歐陽力行，57歲，台灣軍官，國家中山科學研究院副院長。[185]
- 8月17日：艾成，40歲，馬來西亞華裔男藝人、歌手、演員。
- 8月19日：張慶惠，80歲，台灣政治人物，曾任立法委員、國大代表。[186]
- 8月21日：余苑綺，39歲，中華民國民進黨立法委員余天的女兒，因直腸癌而病逝。
- 8月22日：
  - 凃明誠，36歲，台灣臺南市政府警察局第二分局民權派出所員警，執勤時遇襲殉職。[101]
  - 曹瑞傑，27歲，台灣臺南市政府警察局第二分局民權派出所員警，執勤時遇襲殉職。[102]
- 8月27日：井洪，81歲，台灣男演員、編劇、製作人和導演。[187]
- 8月29日：劉順松，69歲，台灣政治人物，苗栗縣議員。[188]

### 9月
- 9月8日：鄒金盆，93歲，日月潭必吃美食「美雲阿婆茶葉蛋」的創始人，因癌症而逝世。[189]
- 9月8日：王中強，78岁，台灣導演。[190]
- 9月14日：
  - 劉引商，84歲，臺灣女演員，第21屆台北電影獎最佳女主角獎得主。[191]
  - 陳伯均，中華民國法官，任職於臺北地方法院，曾偵辦2014年台北捷運隨機殺人事件。（遺體發現日）[192]
- 9月15日：王群光，71歲，台灣醫師，台灣自律神經推廣協會理事長，車禍。[193]
- 9月23日：陳飛鵬，80歲，台灣企業家，南僑集團副董事長。[194]
- 9月25日：
  - 廖錦祥，85歲，台灣企業家，奇美集團董事長。前交通部長林佳龍的岳父。[195]
  - 林世煜，69歲，台灣政治人物，時代力量創黨元老。[196]
- 9月26日：林炳利，60歲，台灣政治人物，時任台南市議會副議長。[197]

### 10月
- 10月5日：高向鵬，67歲，台灣資深藝人、台語歌手，病逝。[198]
- 10月6日：徐耀群，40歲，台灣登山嚮導，玉山東峰墜谷。[199]
- 10月11日：周家鴻，29歲，行政院網路社群工作者，輕生(遺體發現日)。[200]
- 10月16日：楊永昌，71歲，台灣政治人物，前台中市議員。[201]
- 10月17日：黃義交，69歲，台灣政治人物。[202]
- 10月18日：
  - 馬志玲，82歲，臺灣企業家，元大集團創辦人。[203]
  - 楊慈心（英語：Shaelyn Tzu-Hsin Yang），31歲，台裔加拿大皇家騎警，執勤時遇刺殉職。[204]
- 10月20日：
  - 朱科豐，53歲，台灣特技指導，第58屆金馬獎「最佳動作設計獎」得主。[205]
  - 静婷，88岁，香港及台灣歌手，自然逝世。[206]
- 10月22日： 張瑞玲，51歲，台灣新聞工作者、電視節目主持人。癌症。[207]
- 10月24日：楊群，88歲，香港及台灣演員。[208]
- 10月25日：陳子福，95歲，台灣電影海報畫家，曾獲得第43屆金馬獎終身成就特別獎。[209]
- 10月26日：
  - 徐永進，70歲，台灣藝術家及書法家。[210]
  - 金英，106歲，中華民國空軍退役飛官，舞台劇和電視演員金士傑的父親。[211]
- 10月28日：李勝彥，78歲，台灣經濟學者，政大金融學院第一任院長。[212]

### 11月
- 11月1日： 馬之秦，80歲，台灣女演員，曾獲金鐘獎女演員獎。[213]
- 11月2日：
  - 黃紹聰，72歲，台灣政治人物，嘉義市長候選人。[214]
  - 曾聖光，25歲，臺灣人，烏克蘭志願兵武裝部隊地面部隊的步槍營成員，在盧甘斯克州陣亡。[215]
- 11月14日：高而潘，95歲，台灣第一代建築師[216]。
- 11月15日：
  - 張志勇，68歲，臺灣電影導演，代表作《一隻鳥仔哮啾啾》、《沙河悲歌》。[217]
  - 簡義隆，39歲，台灣電視節目及活動主持人、婚禮歌手，曾擔任東森幼幼台YOYO家族第一代鳳梨哥哥。[218]
  - 呂佩玉，台灣女性配音員，作品包含《名偵探柯南》Ep.1-51 的毛利蘭、《蠟筆小新》Ep.1-222 的野原美冴。[219]
- 11月19日：團團，18歲，台北市立動物園的知名大貓熊。[220]
- 11月21日：柯賜海，66歲，台灣媒體話題人物。[221]
- 11月22日：
  - 林玉花，58歲，台灣政治人物，屏東縣縣議員。[222]
  - 林毓生，88歲，台灣思想史學者，中央研究院第20屆院士，威斯康辛大学麦迪逊分校歷史學系榮譽教授。[223]
- 11月23日：陳明寶，55歲，中華民國警察，在鐵路警察局台北分局服務35年，警階偵查佐，於松山車站辦公室執勤期間腦出血殉職。[224]
- 11月26日：林陵三，78歲，台灣政治人物，曾任交通部部長、台中市副市長、財團法人中華顧問工程司董事長等職務。[225]
- 11月27日：梁銘忠，56歲，台灣政治人物，雲林縣議員。[226]
- 11月29日，湯佩姿，25歲，2019年臺灣十大抗癌鬥士之一。[227]

### 12月
- 12月11日： 林秋離，62歲，台灣作詞人。[228]
- 12月24日：許志遠，48歲，台灣音樂製作人，第55屆金馬獎最佳原創電影音樂得主，肝癌。[229]
- 12月25日：
  - 卓俊雄，55歲，臺灣法律學者，東海大學法律學院院長、南山人壽獨立董事。[230]
  - 圓宗長老，86歲，台灣佛教出家僧人，中國佛教會名譽理事長、高雄田寮日月禪寺及彰化妙圓禪寺開山住持，曾任高雄縣佛教會（今大高雄佛教會）第17-18屆理事長、彰化縣佛教會第21-22屆理事長、中國佛教會第15-16屆副理事長及第17-18屆理事長。
- 12月28日：李惠群，台灣作詞家，代表作《空港》、《ONE NIGHT IN北京》。[231]
- 12月29日：
  - 張念慈，72歲，台灣企業家，台灣浩鼎生技創辦人、董事長。[232]
  - 狄剛，94歲，台灣宗教人士，曾任天主教嘉義教區主教與台北总教区总主教。[233]